# Mount Fourcade
Mount Fourcade är ett berg i Antarktis. Det ligger i Västantarktis. Argentina, Chile och Storbritannien gör anspråk på området. Toppen på Mount Fourcade är 652 meter över havet, eller 514 meter över den omgivande terrängen. Bredden vid basen är 3,1 km.
Terrängen runt Mount Fourcade är huvudsakligen kuperad, men söderut är den bergig. Havet är nära Fourcade åt nordväst. Trakten är obefolkad. Det finns inga samhällen i närheten.